# Ligue internationale de hockey (1929-1936)
Pour les articles homonymes, voir Ligue internationale de hockey.
La Ligue internationale de hockey (LIH) est une organisation professionnelle de hockey sur glace d'Amérique du Nord qui a existé de 1929 à 1936.

## Historique
En 1929, la Canadian Professional Hockey League (CPHL) se scinde en deux et donne naissance à la Ligue internationale de hockey et à une nouvelle CPHL. En 1936, la ligue fusionne avec la Canadian-American Hockey League pour devenir l'International American Hockey League.

## Franchises
Les franchises suivantes ont fait partie de la LIH :
- Bisons de Buffalo - (1929-1936)
- Falcons de Cleveland - (1934-1936)
- Indians de Cleveland - (1929-1934)
- Olympics de Détroit - (1929-1936)
- Tigers de Hamilton - (1929-1930)
- Panthers de London - (1929-1930)
- Tecumsehs de London - (1930-1936)
- Cataracts de Niagara Falls - (1929-1930)
- Shamrocks de Pittsburgh - (1935-1936)
- Yellowjackets de Pittsburgh - (1930-1932)
- Cardinals de Rochester - (1935-1936)
- Stars de Syracuse - (1930-1936)
- Falcons de Toronto - (1929-1930)
- Bulldogs de Windsor - (1929-1936)

## Palmarès
- 1929-1930 — Indians de Cleveland
- 1930-1931 — Bulldogs de Windsor
- 1931-1932 — Bisons de Buffalo
- 1932-1933 — Bisons de Buffalo
- 1933-1934 — Tecumsehs de London
- 1934-1935 — Olympics de Détroit
- 1935-1936 — Olympics de Détroit